# Nicolaas van Autrecourt

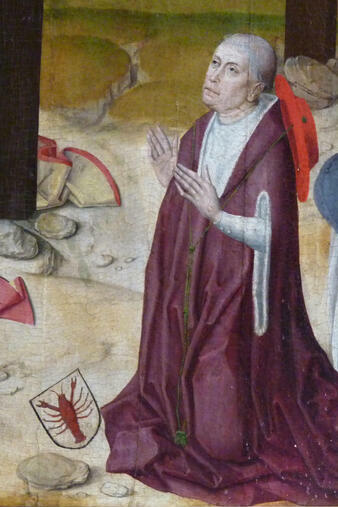
N. van Autrecourt

Nicolaas van Autrecourt (Autrecourt, nabij Verdun, ca. 1300 - Metz, 16 of 17 juli 1369 (ook wel Nicholas d'Autrecourt, Nicholas de Autricuria of Nicholas de Ultricuria genoemd) was een 14e-eeuws filosoof en theoloog. Vandaag de dag is hij vooral bekend vanwege zijn kritiek op het substantiebegrip en op het traditionele causaliteitsconcept. Hij is door sommigen de "David Hume" van de middeleeuwen genoemd.
In zijn standaardwerk De mechanisering van het wereldbeeld gaat de Nederlandse geleerde Eduard Jan Dijksterhuis vrij uitvoerig op de opvattingen van Nicolaas van Autrecourt in en plaatst hij deze in de context van Autrecourts tijd. 

## Voetnoten
1. ↑  Hans Thijssen Artikel "Nicholas of Autrecourt" in de Stanford Encyclopedia of Philosophy.

- Bibsys: 90350191
- Bibliothèque nationale de France: cb12106531q (data)
- Gemeinsame Normdatei: 11883858X
- International Standard Name Identifier: 0000 0001 1844 7765
- Library of Congress Control Number: n88170872
- Nationale Bibliotheek van Tsjechië: kup19980000070302
- Nationale bibliotheek van Australië: 35387050
- Nationale Bibliotheek van Israël: 987007393187105171
- Nationale Bibliotheek van Polen: a0000001185145
- Nederlandse Thesaurus van Auteursnamen: 070146632
- Réseau des bibliothèques de Suisse occidentale: 02-A000122066
- Istituto Centrale per il Catalogo Unico: UBOV048842
- LIBRIS: 258869
- Système universitaire de documentation: 02943775X
- Trove: 934557
- Virtual International Authority File: 32793703
- WorldCat: E39PCjKh7YFVdVdfByRbH9GdV3